# Rhaebolestes walkeri
Rhaebolestes walkeri is een keversoort uit de familie loopkevers (Carabidae). De wetenschappelijke naam van de soort is voor het eerst geldig gepubliceerd in 1903 door Sloane.